# Manifestations consécutives à la mort de Tyre Nichols
 (janvier 2023).
La mise en forme du texte ne suit pas les recommandations de Wikipédia : il faut le « wikifier ».
Les points d'amélioration suivants sont les cas les plus fréquents. Le détail des points à revoir est peut-être précisé sur la page de discussion.
- Les titres sont pré-formatés par le logiciel. Ils ne sont ni en capitales, ni en gras.
- Le texte ne doit pas être écrit en capitales (les noms de famille non plus), ni en gras, ni en italique, ni en « petit »…
- Le gras n'est utilisé que pour surligner le titre de l'article dans l'introduction, une seule fois.
- L'italique est rarement utilisé : mots en langue étrangère, titres d'œuvres, noms de bateaux, etc.
- Les citations ne sont pas en italique mais en corps de texte normal. Elles sont entourées par des guillemets français : « et ».
- Les listes à puces sont à éviter, des paragraphes rédigés étant largement préférés. Les tableaux sont à réserver à la présentation de données structurées (résultats, etc.).
- Les appels de note de bas de page (petits chiffres en exposant, introduits par l'outil «  Source ») sont à placer entre la fin de phrase et le point final[comme ça].
- Les liens internes (vers d'autres articles de Wikipédia) sont à choisir avec parcimonie. Créez des liens vers des articles approfondissant le sujet. Les termes génériques sans rapport avec le sujet sont à éviter, ainsi que les répétitions de liens vers un même terme.
- Les liens externes sont à placer uniquement dans une section « Liens externes », à la fin de l'article. Ces liens sont à choisir avec parcimonie suivant les règles définies. Si un lien sert de source à l'article, son insertion dans le texte est à faire par les notes de bas de page.
- La présentation des références doit suivre les conventions bibliographiques. Il est recommandé d'utiliser les modèles {{Ouvrage}}, {{Chapitre}}, {{Article}}, {{Lien web}} et/ou {{Bibliographie}}. Le mode d'édition visuel peut mettre en forme automatiquement les références.
- Insérer une infobox (cadre d'informations à droite) n'est pas obligatoire pour parachever la mise en page.

Pour une aide détaillée, merci de consulter Aide:Wikification.
Si vous pensez que ces points ont été résolus, vous pouvez retirer ce bandeau et améliorer la mise en forme d'un autre article.
Les manifestations consécutives à la mort de Tyre Nichols ont commencé le 27 janvier 2023, après la diffusion de caméras corporelles et d'images de surveillance montrant cinq officiers noirs du Memphis Police Department (en) en train de battre Nichols, un homme noir de 29 ans. L'agression de Nichols par la police a eu lieu le 7 janvier 2023, et il est mort trois jours plus tard dans un hôpital. Les cinq officiers ont ensuite été licenciés et accusés de meurtre au deuxième degré. Des manifestations ont d'abord eu lieu à Memphis, dans le Tennessee, puis se sont étendues à plusieurs villes des États-Unis. Les manifestants ont demandé que les officiers responsables de la mort de Nichols soient traduits en justice et que des mesures de réforme de la police soient adoptées.

## Contexte

### Mort de Tyre Nichols
Le 7 janvier 2023, vers 20 h 21 CDT, cinq agents du Memphis Police Department (en) (MPD) ont arrêté Tyre Nichols pour suspicion de conduite dangereuse à l'intersection de Raines Road et Ross Road. Nichols a commencé à s'enfuir du véhicule en courant après l'agression physique initiale de la police, alors qu'il commençait à se plaindre d'essoufflement. Une ambulance a été appelée bien plus tard. Trois jours plus tard, Nichols est décédé. Le 24 janvier, les conclusions préliminaires d'une autopsie privée commandée par la famille de Nichols ont révélé que ce dernier était décédé des suites d'une « hémorragie importante causée par un violent passage à tabac ».
Le 20 janvier, le MPD a licencié les officiers impliqués dans l'incident. Six jours plus tard, ils ont été inculpés de meurtre au deuxième degré. La ville de Memphis a par la suite rendu publiques, le 27 janvier, les images des caméras corporelles et de surveillance de la rencontre, montrant les officiers frappant Nichols à neuf reprises.

## Manifestations

### À Memphis
Les manifestations ont commencé à Memphis le 27 janvier, après la diffusion des images de la mort de Nichols. Les manifestants ont bloqué le pont Harahan et l'Interstate 55,.

### Ailleurs aux États-Unis

#### 27 et 28 janvier
À Washington, D.C, 75 personnes se sont rassemblées au Lafayette Square le 27 janvier, après la diffusion des images. Les manifestants ont commencé à défiler à New York le même jour. Au cours des protestations, un manifestant a sauté sur un véhicule de police et a tenté de briser son pare-brise ; le manifestant a été placé en détention. Le département de la police de New York a déclaré que la circulation des véhicules en direction du sud de la 48e rue à la 42e rue, alors que les manifestants se rendaient à Times Square, et que des manifestants se rassemblaient à Grand Central Terminal. Environ une douzaine de manifestants se sont rassemblés devant un poste de police à Chicago, dans l'Illinois. Des manifestations ont suivi dans d'autres villes, notamment San Francisco, Dallas, Atlanta et Détroit. À Boston, les manifestants se sont rassemblés dans le Boston Common alors qu'une veillée était organisée à The Embrace. À Los Angeles, une veillée aux chandelles a été organisée au siège de la police de Los Angeles. La veillée a rapidement dégénéré en affrontements entre la police et les manifestants. Beaucoup de ces manifestations étaient organisées par le Parti pour le socialisme et la libération.
Des manifestations ont eu lieu dans d'autres villes, notamment Asheville, Atlanta, Baltimore, Charlotte, Columbus, Dallas, Denver, Détroit, Hartford, Houston, Manchester, Connecticut, Newark, New Jersey, Philadelphie, Phoenix, Pittsburgh, Portland, Oregon, Providence, Sacramento, Salt Lake City, San Diego, San Francisco, Seattle et Saint-Louis.

#### 29 janvier
Le 29 janvier, les manifestants se sont rassemblés pacifiquement dans les rues de Manhattan et des centaines d'entre eux se sont rassemblés au Washington Square Park.Des milliers de personnes ont défilé à Oakland. Des centaines de personnes ont manifesté dans le quartier de Venice, à Los Angeles, où Keenan Anderson est récemment décédé après avoir reçu six coups de taser de la police. D'autres manifestations ont eu lieu dimanche, notamment à Escondido, Madison (Wisconsin) et Milwaukee.
D'autres veillées et manifestations ont eu lieu le dimanche, notamment à Anchorage (Alaska), Bridgeport (Connecticut), Boise (Idaho), Cambridge (Massachusetts),, Davis (Californie), Elizabeth (New Jersey) ; Escondido, Californie ;  Jacksonville, Floride ; Knoxville, Tennessee ; Louisville, Kentucky ; Madison, Wisconsin ; Milwaukee ; New Haven, Connecticut ; Springfield, Missouri ; St. Petersburg, Floride ; Stockton, Californie ; Urbana, Illinois ; et West Chester, Pennsylvanie.

#### 30 janvier
À La Nouvelle-Orléans, plus de 70 manifestants se sont rassemblés sur la place Duncan et ont marché en direction du centre-ville. Des manifestants locaux qui avaient perdu des proches à cause de la bavure policière aux États-Unis ont également participé à la manifestation. Des veillées et des protestations ont eu lieu à Atlanta, Chicago, New York (Queens et Yonkers), Norwalk, Connecticut, Pittsburgh, Providence et au skatepark où Nichols avait l'habitude de patiner à Sacramento.

#### Février
Le jour des funérailles de Tyre Nichols, une foule d'environ 50 personnes s'est rassemblée devant un Wegmans à Johnson City, dans l'État de New York. Les manifestants ont scandé « Justice pour Tyre » et ont également protesté contre une autre arrestation récente par le département de police de Johnson City. Plusieurs personnes ont été arrêtées lors de la manifestation et d'autres ont été aspergées de gaz poivre par la police. Des manifestations ont également eu lieu à Fort Myers, en Floride et à New Ulm, dans le Minnesota. Une veillée a eu lieu à l'hôtel de ville de San Francisco.
Le 4 février, une veillée en l'honneur de Nichols a eu lieu devant le palais de justice de Nashville, dans le Tennessee. La veillée, organisée par la Black Nashville Assembly, a rendu hommage à Nichols, ainsi qu'à Eric Allen, qui a été abattu par un officier de Mout Juliet en novembre 2022.
Le 13 février, des étudiants de Memphis ont défilé de la Tennessee State University à la Fisk University, deux universités historiquement noires de Nashville, en scandant le nom de Tyre Nichols,.

## Réponse du gouvernement

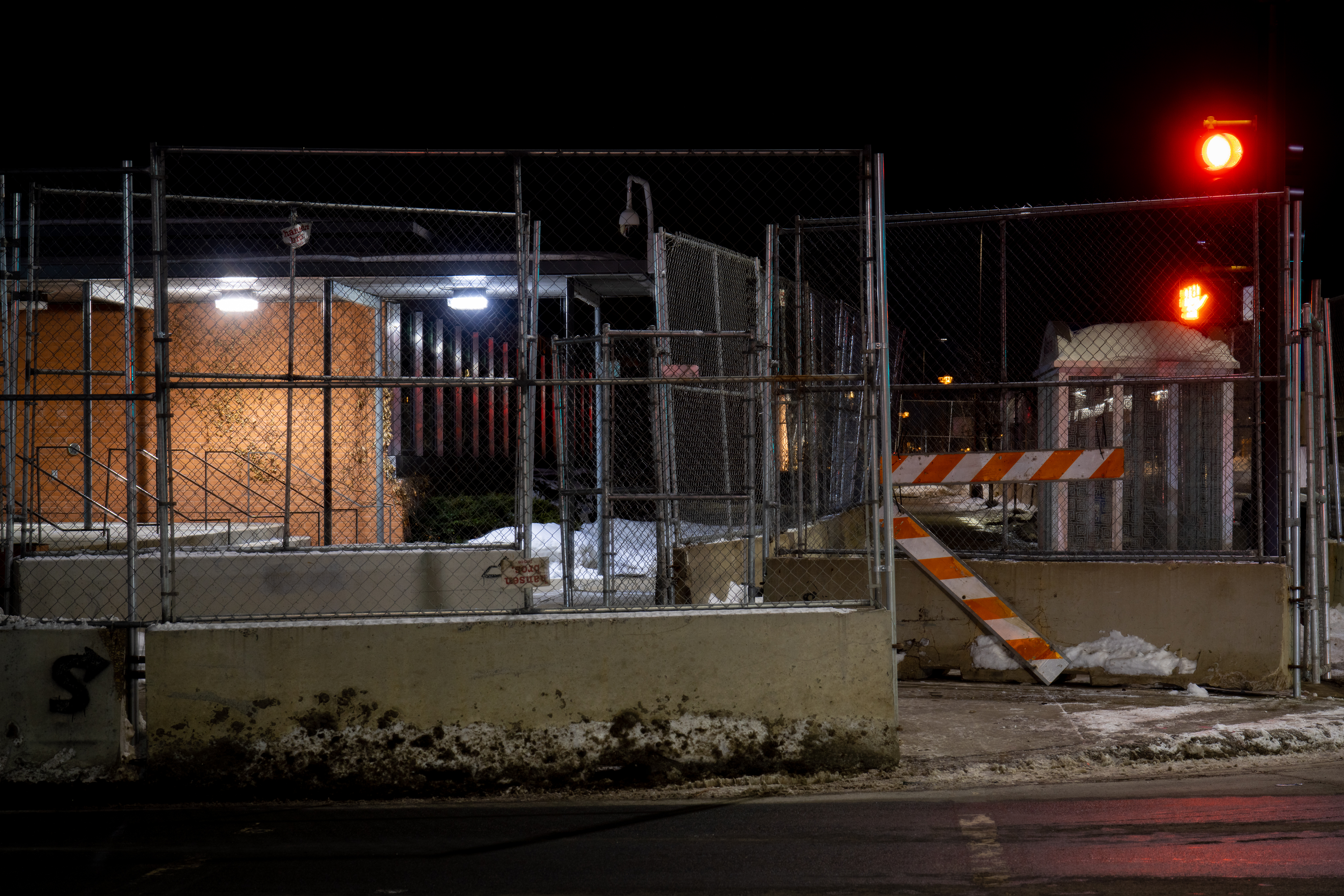
Clôture érigée au cinquième commissariat de la police de Minneapolis peu après la diffusion des images montrant le passage à tabac de Nichols.

Le gouverneur de Géorgie, Brian Kemp, a déclaré l'état d'urgence, autorisant le déploiement d'un maximum de 1 000 soldats de la Garde nationale jusqu'au 9 février, en partie en raison de l'agitation récente de l'État concernant l'application de la loi. Le Département de la police métropolitaine du district de Columbia a activé « tout le personnel assermenté ».
L'administration Biden s'est entretenue avec les maires de plusieurs villes, dont Philadelphie, Los Angeles et Chicago, pour leur proposer son aide en cas de manifestations.
Avant la diffusion de la vidéo le 27 janvier, l'ATF a envoyé une alerte de précaution aux organismes d'application de la loi de la région métropolitaine de Minneapolis-Saint Paul pour qu'ils surveillent les troubles potentiels et les responsables des villes de Minneapolis et de Saint Paul ont révélé qu'ils préparaient des plans d'urgence.
Le gouverneur Sarah Huckabee Sanders a autorisé la Garde nationale de l'Arkansas à renforcer la police dans la région de West Memphis le 28 janvier « par excès de prudence ». La patrouille routière de l'Arkansas a fermé les voies en direction de l'est du pont du Mississippi de l'I-40 menant à Memphis, Tennessee, en raison des manifestations.